# Andradas
Andradas is een gemeente in de Braziliaanse deelstaat Minas Gerais. De gemeente telt 36.633 inwoners (schatting 2009).

## Aangrenzende gemeenten
De gemeente grenst aan Albertina, Caldas, Ibitiúra de Minas, Jacutinga, Ouro Fino, Poços de Caldas, Santa Rita de Caldas, Águas da Prata (SP), Espírito Santo do Pinhal (SP), Santo Antônio do Jardim (SP) en São João da Boa Vista (SP).